# Hybocodon octopleurus
Hybocodon octopleurus är en nässeldjursart som beskrevs av Kao, Li, Chang och Li 1958. Hybocodon octopleurus ingår i släktet Hybocodon och familjen Tubulariidae. Inga underarter finns listade i Catalogue of Life.